# Lynnhaven
Lynnhaven è il nome comunemente dato ad una striscia di terra a Virginia Beach, in Virginia. 
Nell'area di Lynnhaven, che parte dal ponte Lesner, sono presenti molti luoghi noti, tra cui la baia di Chesapeake e la relativa spiaggia, popolare tra i turisti come tra i locali. Alcuni ristoranti della zona furono in passato parte importante della vita notturna di Virginia Beach, mentre il Pier Lynnhaven è un luogo popolare per gli appassionati di pesca sportiva, così come il vicino fiume Lynnhaven.
Lynnhaven ospita il First Landing State Park.